# 不動点の作図法
不動点を作図する方法はユークリッド幾何学では、次のようになる。

## 合同変換の不動点

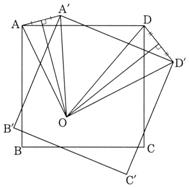
図1. 不動点の作図(1)

正方形ABCDと合同な正方形A'B'C'D'が任意に重なっているとき、これらを重ね合わせることは、不動点Oを中心にして正方形A'B'C'D'を回転することでできる。

### その1
- 合同変換の不動点Oは線分AA'の垂直二等分線と、線分DD'の垂直二等分線の交点Oが不動点となる。
- このとき、線分BB'の垂直二等分線と、線分CC'の垂直二等分線は、上の交点Oを通る。

### その2
これ以外に、西山の定理による作図法がある。

## 相似変換の不動点
相似変換における不動点の作図には、次のようなものがある。

### その1

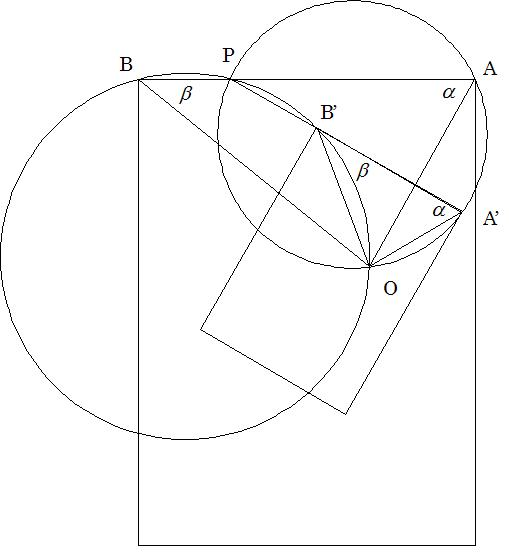
図2. 不動点の作図(2)

辺ABと辺A'B'が交わる点をPとする。交わらない場合はA'B'を延長させて考えること。PとAとA'の3点を通る円、PとBとB'の3点を通る円を描く。この2つの円の交点Oが不動点になる。図2が作図の例であるが、△OABと△OA'B'が相似の関係になっていてOを中心に縮小させながら回転すると辺ABが辺A'B'に移動することが理解できるであろう。

### その2

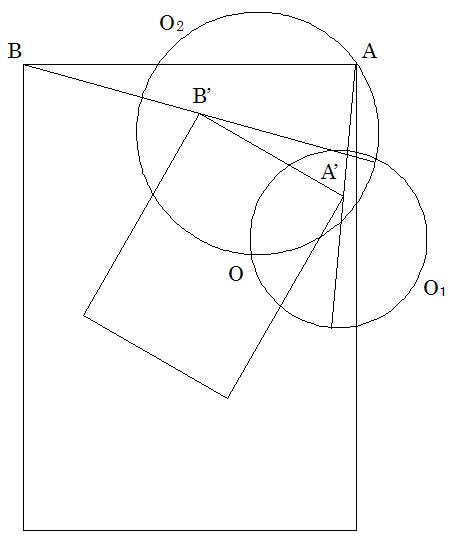
図3. 不動点の作図(3)

もうひとつの作図法はアポロニウスの円を用いる方法である。長方形ABCDと長方形A'B'C'D'において頂点Aと頂点A'からの距離の比が相似比（AB対A'B'）となる点の軌跡を描くと頂点Aと頂点A'を結ぶ直線上に直径がくるアポロニウスの円O1となる。同様にして、頂点Bと頂点B'からの距離の比が相似比となる点の軌跡を描くと、頂点Bと頂点B'を結ぶ直線上に直径がくるアポロニウスの円O2となる。この2つのアポロニウスの円の交点Oが不動点となる．実際にOA:OA'=AB:A'B', OB:OB'=AB:A'B' となっている。

### その3
合同変換の場合と同様に、相似変換の場合にも西山の定理による作図法がある。